# Tweerijkenleer
De tweerijkenleer, tweestatenleer of tweeregimentenleer is een christelijke doctrine die stelt dat christenen deel uitmaken van twee rijken, het wereldlijke en dat van Christus. Dit is vooral van belang gebleken bij de vraag welke plaats de Kerk heeft binnen de wereldlijke macht. De standpunten variëren daarbij van een theocratie met de Bijbel als leidraad, een scheiding van kerk en staat waarbij de Bijbel leidend is en een vorm waarbij de staat leidend is.
Hoewel leer impliceert dat er sprake is van een uitgewerkte theorie, is er veelal sprake van denkers die niet gepoogd hebben expliciet een tweerijkenleer neer te zetten, maar waar die in latere werken aangehaald werden om dit standpunt kracht bij te zetten.

## Romeinse Rijk

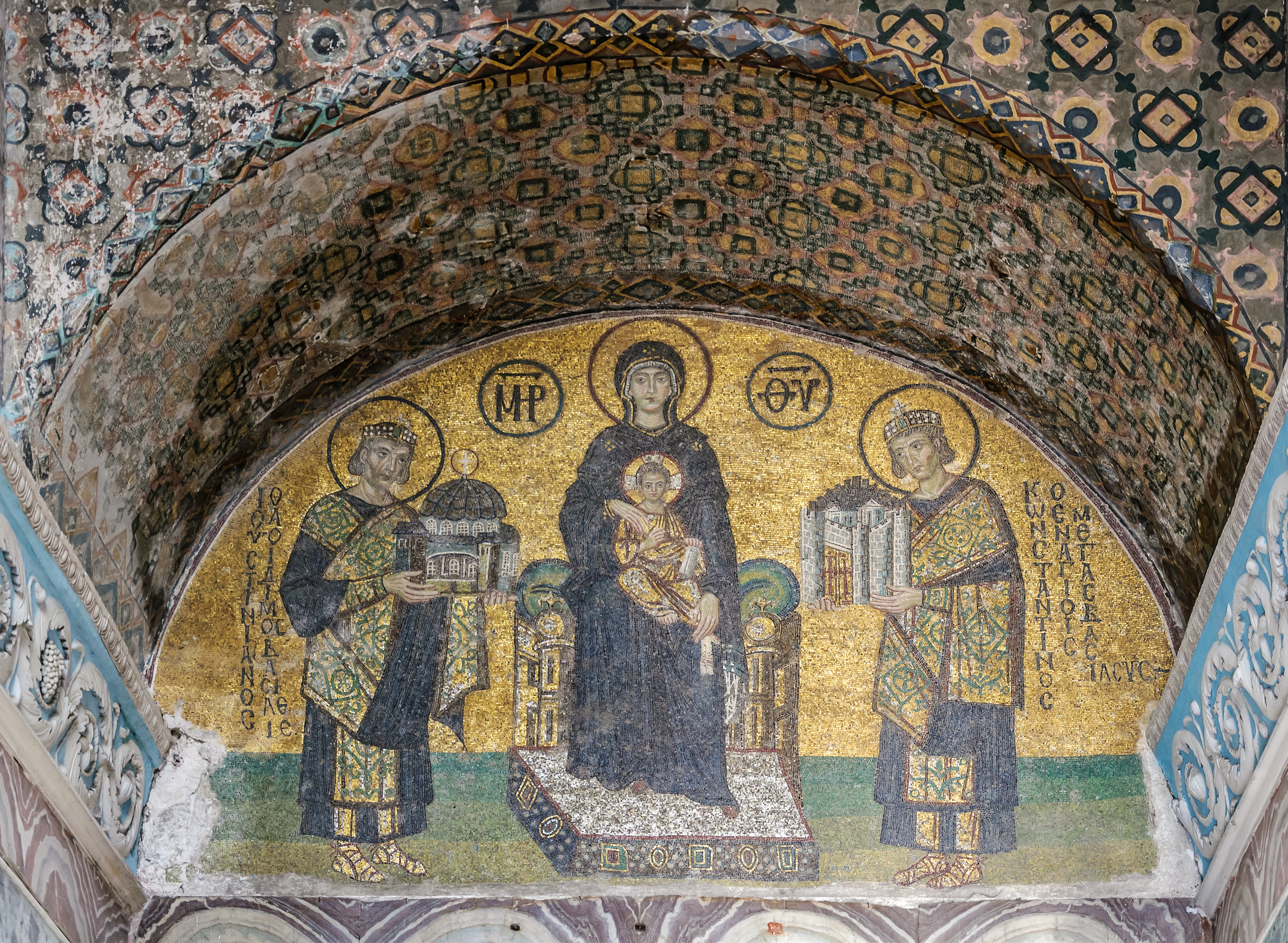
De zuidwestelijke ingang van de Hagia Sophia. Links Constantijn de Grote die de stad Constantinopel aanbiedt aan Maria in het midden, terwijl Justinianus I rechts haar de Hagia Sophia aanbiedt. De Romeinse keizers hadden grote invloed op de vorming van het christendom.

In het Romeinse rijk kwam er langzaam een einde aan de christenvervolgingen. Tijdens de regering van Constantijn (307-337) werd in het edict van Milaan (313) godsdienstvrijheid toegestaan. In feite werden vanaf dat moment de andere godsdiensten dan het christendom benadeeld. Dat kwam met de prijs van onafhankelijkheid van de Kerk, aangezien Constantijn een verenigde kerk nodig had als legitimatie. In 325 riep hij dan ook op tot een oecumenisch concilie om consensus te bereiken in de Kerk door middel van een vergadering die het hele christendom vertegenwoordigde. Tijdens het concilie van Nicea werd het Arianisme veroordeeld en de geloofsbelijdenis zoals die vandaag de dag bekend is vastgelegd.

Sindsdiens zagen Romeinse keizers zichzelf niet alleen als de aangesteld door God, maar als plaatsvervangers en dus als hoofd van de Kerk. Na het uiteenvallen van het West-Romeinse Rijk kreeg de Kerk weer ruimte om zich te ontdoen van de wereldlijke bevoogding, ondanks pogingen vanuit het
Oost-Romeinse Rijk om de band te herstellen.

## Augustinus
De dualistische visie van een tweerijkenleer kwam voor het eerst naar voren in De civitate Dei, Over de stad Gods, van Augustinus (354–430). Naast de hemelse stad, civitas caelestis, zag Augustinus de aardse stad, civitas terrena, zoals ook een onderscheid is te maken tussen geest, spiritus, en lichaam of vlees, caro, zoals in Romeinen 8. Het vlees is daarbij de natuur van de mens en als men leeft volgens het vlees, dan leeft men volgens de duivel. Leeft men volgens de geest, dan leeft men volgens God. Dit alles uit zich vooral in de liefde, waarbij er enerzijds liefde kan zijn voor zichzelf of anderzijds liefde voor God.
Het aardse leven is daarbij op zich niet slecht, zolang men zich maar richt op het leven na dit leven, door vroomheid en gerechtigheid. Dat geldt ook voor de machthebbers:
Remota iustitia, quid sunt regna nisi magna latrocinia?
Zonder gerechtigheid, wat zijn naties anders dan grote roversbenden?
De Kerk, de ecclesia, geldt bij Augustinus overigens niet als onderdeel van de civitas Dei, want deze is een gemengd lichaam, een corpus permixtum, en bestaat uit zowel reinen als onreinen.

## Middeleeuwen
Gedurende de Middeleeuwen was de leer van Augustinus van grote invloed. Paus Gelasius I (492-496) stelde in 494 op basis van Matteüs 22:21 in zijn tweezwaardenleer de geestelijke en wereldlijke machtssferen voor als zwaarden. De twee machten moesten niet tegen elkaar vechten, maar elkaar versterken.
In toenemende mate begon echter tegen de leer van Augustinus in de kerk gelijkgesteld te worden met de civitates Dei. Kerstening van de staat werd van groot belang wat in 800 culmineerde in de kroning van Karel de Grote (747 of 748-814) tot keizer, wat zou uitmonden in het Heilige Roomse Rijk dat ondanks het voortbestaan van het  Oost-Romeinse Rijk volgens de translatio imperii gezien werd als voortzetting van het Romeinse Rijk.

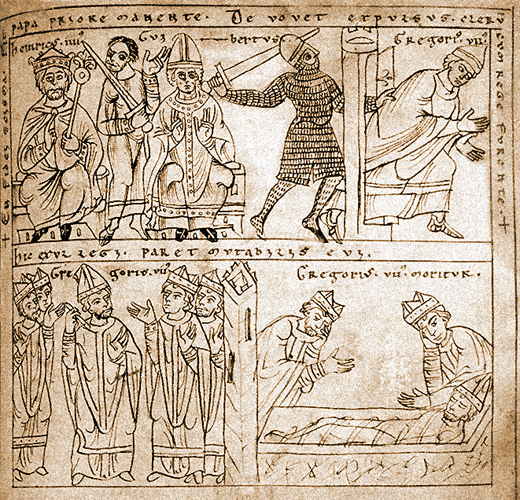
Hendrik IV met tegenpaus Clemens III en de verjaging en dood van paus Gregorius VII in Chronica.

Waar de keizer nu niet alleen aanspraak maakte op wereldlijke macht, maar via het Rijkskerkenstelsel ook op geestelijke macht, wat hem in toenemende mate in conflict bracht met de paus. In 1075 stelde paus Gregorius VII (1073-1085) in het Dictatus papae dat hij het hoogste gezag vormde, zowel als bisschop van Rome tegenover de overige bisschoppen, als tegenover het wereldlijk gezag. Dit mondde uit in de investituurstrijd waaraan met het Concordaat van Worms in 1122 een einde kwam. De keizer werd daarbij beperkt in het recht om bisschoppen aan te stellen. In 1302 vaardigde paus Bonifatius VIII de bul Unam Sanctam uit waarin werd gesteld dat de houder van het wereldlijke zwaard ondergeschikt was aan die van het spirituele.
Niet alleen politiek, maar ook in de historiografie kwam de tweerijkenleer naar voren, zoals bij Otto van Freising (ca. 1112-1158) in zijn Chronica (1143-1146). Waar Augustinus op aarde geen manifestatie van de civitates Dei zag, had die voor Otto vanaf het begin der tijden bestaan, maar was aanvankelijk verborgen. Er waren wel sporen zichtbaar, met uitverkorenen als Abel, Isaak, Noach en andere Israëlieten. Met de komst van Christus werd deze wereld echt zichtbaar. Na een eeuwenlange strijd tussen de aardse stad en de stad van God brak met de christelijke keizers Constantijn en Theodosius (379-395) een gelukkige periode aan waarin de aardse stad in diepe slaap raakte.
In de strijd tussen keizer Lodewijk de Beier (1314-1347) en paus Johannes XXII (1316-1334) stelde Marsilius van Padua (ca. 1275–ca. 1342) in zijn Defensor Pacis (1324) dat het gezag van concilies boven dat de paus staat, pleitte hij voor meer macht voor de Duitse keizer en wees hij de tweezwaardenleer af. Hierin zijn belangrijke aanzetten te vinden voor het denken over het staatsbegrip en soevereiniteit.
Waar keizers en pausen op deze manier probeerden een legitimiteit voor hun handelen te verkrijgen, bleek de praktijk weerbarstiger. Vanaf de late tiende eeuw ontstonden in West-Europa steeds meer lokale banale heerschappijen en door deze banale revolutie verzwakte de vorstelijke macht.

## Reformatie
Met de reformatie verdween in die gebieden de structuur van de Rooms-Katholieke Kerk. Daarnaast gold sola fide, door het geloof alleen, en kwam men niet in aanmerking voor verlossing door goede werken. In deze situatie ontstond een crisis waarin men op zoek was naar structuur en richting.
Maarten Luther (1483–1546) schreef daarop in 1523 in Von weltlicher Obrigkeit, wie weit man ihr Gehorsam schuldig sei. Hij benoemde daarin de rechtmatigheid van de overheid en de noodzaak die te gehoorzamen door Romeinen 13 aan te halen. De invloed van Augustinus is duidelijk te zien in de tweedeling die hij daarin maakt:
Hier moeten wij Adams kinderen en alle mensen in twee groepen indelen: de eersten behorende tot het Rijk Gods, de anderen tot het rijk van de wereld.
Zoals bij Augustinus, behoren ware gelovigen tot het eerste rijk:
Tot het Rijk Gods behoren allen, die waarachtig in Christus geloven en onder Hem staan.
Tot het tweede rijk behoren de overigen:
Tot het rijk van de wereld en onder de wet behoren allen, die geen christenen zijn.
Het eerste rijk heeft geen overheid nodig, omdat de Heilige Geest hen op het rechte pad houdt:
Ziet, deze mensen hebben zwaard noch recht van de wereldlijke overheid van node. En als het gehele mensdom bestond uit goede christenen d.i. uit goede gelovigen, dan zou geen vorst, koning, heer, zwaard of recht nodig of nuttig zijn (want waartoe zouden deze hun dienen?), daar zij de Heilige Geest in ’t hart dragen, die hen leert, en maakt, dat zij niemand onrecht doen, iedereen liefhebben en van iedereen gaarne en blijmoedig onrecht, ja ook de dood ondergaan.
Omdat dit tweede rijk veel groter is, heeft God twee regimenten ingesteld. Enerzijds een geestelijk regiment dat zich wijdt aan Christus en anderzijds een wereldlijk regiment dat het wereldlijke rijk in toom houdt:
Daarom heeft God de twee soorten van bestuur ingesteld: het geestelijke, dat door de Heilige Geest christenen en vrome lieden maakt, onder Christus, en het wereldlijke, dat de niet-christenen en slechten in toom houdt, opdat zij, naar het uiterlijke, vrede bewaren en zich stil moeten houden tegen wil en dank.
Dat het geestelijke regiment die laatste taak niet op zich moet nemen, is omdat deze allereerst het ware christendom moet verspreiden:
Maar zie eerst, dat u de wereld vol echte christenen krijgt, voordat u haar volgens christendom en evangelie regeert.
Ten tweede zal het tweede rijk altijd in de meerderheid zijn, zodat het tweede regiment noodzakelijk blijft. Het eerste regiment kan namelijk het tweede rijk niet regeren aan de hand van het evangelie:
Het aan te durven een geheel land of de wereld met het evangelie te regeren, dat is hetzelfde, als wanneer een herder in één stal wolven, leeuwen, arenden en schapen bijeen deed en elk vrijuit te midden van de anderen liet gaan en zou zeggen: "ziedaar, weidt u en weest vroom en vreedzaam
onder elkander, de stal staat open, weide hebt u genoeg, honden en knuppels hebt u niet te vrezen." Hier zouden de schapen wel vrede houden en zich op deze manier vreedzaam laten weiden en regeren; maar zij zouden niet lang leven en geen dier zou er overblijven.
Het tweede regiment heeft het op zijn beurt het eerste regiment nodig om de vroomheid te bewaren. Zij vullen elkaar dus aan, maar moeten wel gescheiden blijven:
Daarom moet men de beide soorten van bestuur nauwkeurig scheiden en beide laten bestaan: het ene, dat godvrezend maakt; het andere, dat uiterlijk vrede schept en slechte daden afweert. Geen ervan is zonder het andere voldoende in de wereld.
Want zonder Christus' geestelijke regering kan niemand vroom worden voor God door de wereldlijke regering. Zo gaat Christus' regering niet over alle mensen, maar te allen tijde zijn de christenen in de minderheid en leven midden onder de niet-christenen.
Met Luther ontstond zo de mogelijkheid van een persoonlijke geloofservaring.
Zo ontstond met de tweerijkenleer van Luther — die hij zelf nooit zo noemde — een vroeg concept van de scheiding van kerk en staat. Die hield voor hem niet in dat een christen het zwaard niet mag dragen. Hoewel dat niet mag voor zichzelf, mag dat wel om zijn naasten te beschermen, wat naar voren kwam in Artikel 16 van de Augsburgse Belijdenis van 1530.
De anabaptisten of dopers dachten anders over dit alles. Hun letterlijke interpretatie van de Bergrede, uiteengezet in de Belijdenis van Schleitheim (1527), maakte onder meer dat zij weigerden om de eed af te leggen en geweld te gebruiken. Dit bracht hen in conflict met overheden, waartegen hun verzet vanuit hun overtuigingen passief was, al was er een kortstondige periode van revolutionair anabaptisme.
Ook Calvijn (1509-1564) werd beïnvloed door de tweerijkenleer. In het vierde boek van zijn Institutie (1536) bespreekt hij in het laatste hoofdstuk de burgerlijke regering. Ook hij ziet grote verschillen tussen 'het geestelijke Rijk van Christus en de burgerlijke ordinantie'. De burgerlijke regering is ook bij hem een respectabel instituut, maar bij hem moet deze in veel grotere mate voldoen aan Gods Woord. Dat sloot aan met de theocratische wijze waarop hij de republiek Genève bestuurde.

## Moderne Tijd
De reformatie betekende het definitieve einde van het ideaal van de res publica christiana, de christelijke staat waarin keizer en paus samenwerkten. Hoewel dit met de banale revolutie en de strijd tussen keizer en paus al langer onder druk stond, maakte het einde van de geloofseenheid in Europa de weg vrij voor de soevereine staat.
Daar waar de tweerijkenleer impliciet of expliciet een recht van opstand inhield, kon dit op kritiek rekenen, enerzijds van de wereldlijke macht die deze macht beperkt zag en anderzijds van filosofen die zich afvroegen hoe te bepalen was wanneer het omslagpunt bereikt was waarop opstand legitiem was.
Het eerste bezwaar werd door Bodin (1530-1596) ingevuld. Tegen de achtergrond van de hugenotenoorlogen meende Bodin net als Machiavelli (1469–1527) dat een sterk gezag nodig was om vrede en rust terug te brengen in de samenleving. Waar Luther en Calvijn hier in beginsel niet anders over dachten, legde Bodin echter de absolute macht bij de Franse koning, analoog aan de pauselijke plenitudo potestatis. Hij ging daarom in tegen de beperking van de koninklijke macht die de monarchomachen voor ogen hadden. Bodin stelde daar tegenover dat soevereiniteit de absolute en eeuwige kracht van een staat is.

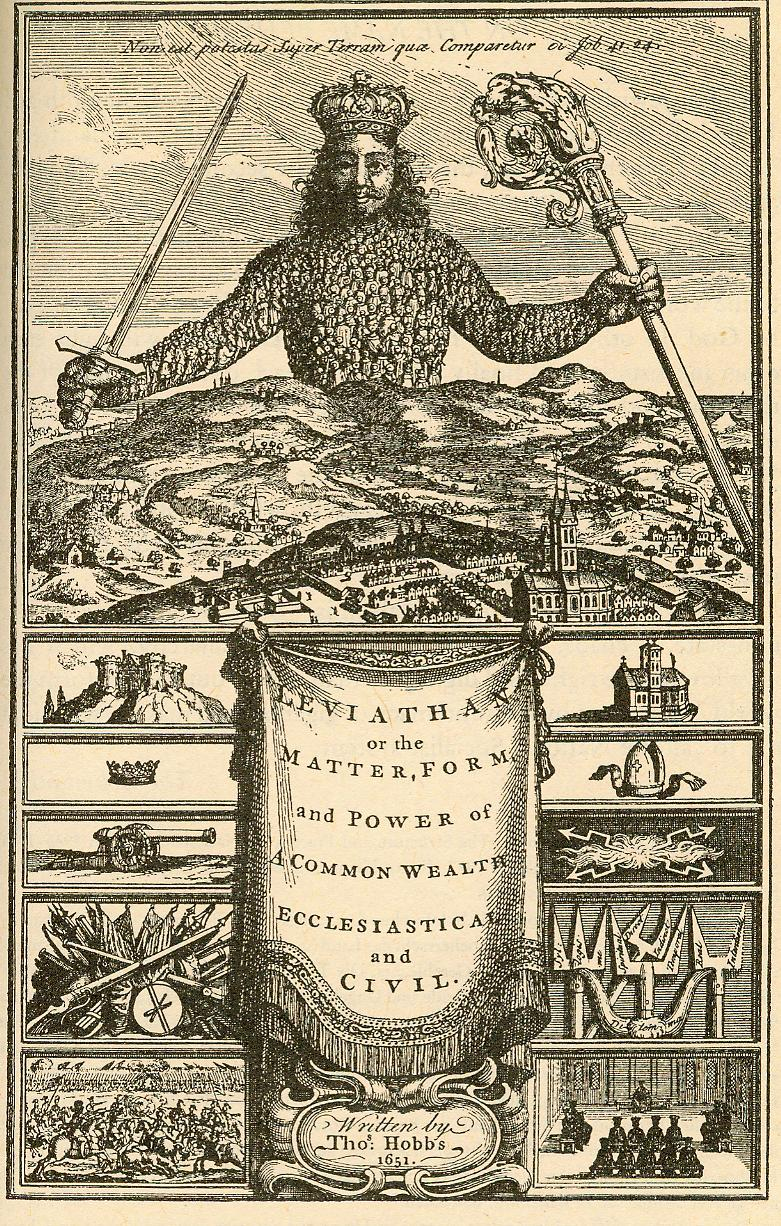
Leviathan van Hobbes.

Hobbes (1588–1679) – die het werk van Bodin goed kende – ging in Leviathan (1651) in op beide bezwaren. De eerste vraag is hoe hierbij Gods woord te herkennen. Als God direct tot de persoon in kwestie spreekt, dan is dit duidelijk. Anders wordt het als God via iemand anders spreekt, aangezien het hier moeilijk is te bepalen of hier werkelijk sprake is van een goddelijke openbaring, zoals ook in Deuteronomium 18:21-22 wordt aangegeven. De enige mogelijkheid om dit vast te stellen, zou volgens Hobbes aan de hand van een wonder zijn. Aangezien er tegenwoordig echter vrijwel geen wonderen meer zijn, is er geen reden om iets anders aan te nemen dan de Bijbel.

De vraag waar de Bijbel zijn gezag aan ontleent is volgens Hobbes een twistpunt van de verschillende christelijke sekten. De vraag wordt dan ook welk gezag de wet vaststelt. Voor wat betreft de Tien geboden stelt Hobbes dat de geboden van de tweede tafel natuurrecht betroffen die voor iedereen golden, maar dat de geboden van eerste tafel alleen golden voor de Israëlieten. Aangezien de Israëlieten de Sinaï niet mochten benaderen, konden zij niet weten dat dit Gods woord was. Dat zij dit daarna als wet accepteerden, was volgens Hobbes omdat zij zichzelf volgens Exodus 20:19 verplicht hadden Mozes te gehoorzamen. Alleen Mozes en daarna de Hogepriester konden daarna dit bijzondere koninkrijk besturen. Aangezien zij burgerlijke heersers waren, was het vanaf dan de taak van burgerlijke heerser, de Leviathan, om de Bijbel om te zetten in wet.
Sinds de verlichting leek in de seculiere politieke filosofie daarna het onderscheid tussen de twee rijken weggevallen. Daarbinnen bleef echter een onderscheid tussen het door de overheid uitgevaardigde positief recht en het natuurrecht dat wordt beschouwd als van nature gegeven.
Dat wil niet zeggen dat de christelijke politiek verdwenen is. Binnen de democratische bestuursvorm heeft onder meer de christendemocratie een plaats gevonden.
Met het Compendium van de sociale leer van de Kerk (2004) heeft de Rooms-Katholieke Kerk zijn positie bepaald, waarin wordt gesteld dat:
Soevereiniteit behoort alleen God toe. De Heer heeft nochtans “de uitoefening van heel zijn volmacht niet voor zich alleen willen behouden. Hij laat elk schepsel de functies uitoefenen die het volgens zijn eigen natuurlijke begaafdheden aankan. Compendium (2004) §383
Maar:
Het subject van het politieke gezag is het volk, dat in zijn totaliteit als de bezitter van soevereiniteit wordt beschouwd. Compendium (2004) §395